# Лаудер, Роберт Скотт
Роберт Скотт Лаудер (англ. Robert Scott Lauder; 25 июня 1803, Эдинбург – 21 апреля 1869, Там же) — британский шотландский исторический живописец и педагог, член Королевской шотландской академии.

## Биография
Роберт Скотт Лаудер родился в Эдинбурге в семье владельца кожевенного завода Джона Лаудера (ум. 1838) и его супруги Хелен Тейт (ум. 1850). У художника было несколько братьев, из которых Уильям продолжил семейное дело, Джеймс стал художником, а Генри прожил только 20 лет (Роберт запечатлел его на одном из портретов). После окончания Королевской средней школы, он отправился в Лондон, где к тому времени жил его старший брат Уильям, представляя в столице семейный бизнес.
Лаудер вернулся в Эдинбург примерно в 1826 году, и был избран одним из первых членов Королевской Шотландской академии совсем молодым человеком, в 1830 году. 9 сентября 1833 года в церкви Святого Катберта в Эдинбурге он обвенчался с  Изабеллой Рамзай Томсон, после чего они отправились за границу, чтобы провести там медовый месяц. Их сопровождал младший брат Роберта, Джеймс Экфорд Лаудер, также художник. Медовый месяц растянулся на несколько лет, в течение которых Роберт путешествовал и совершенствовался в живописи в таких городах, как Рим, Флоренция, Болонья, Венеция и Мюнхен.
Только в 1838 году Лаудеры вернулись в Англию, где Роберт с супругой поселились в Лондоне. Именно в Лондоне родились трое их детей — Изабелла, Джон и Роберт, которые были крещены в церкви Святого Фомы в Саутуорке в 1840, 1841 и 1844 годах соответственно. Живя в Лондоне, Лаудер выставлялся в Королевской академии (английской) и участвовал в конкурсе живописи в Вестминстер-холле 1847 года, отправив туда своего «Христа, идущего по водам», которого позднее приобрела известная благотворительница баронесса Анджела Бердетт-Кутс. Лаудер также стал первым президентом недолговечного Национального института изящных искусств и выставлялся на организованных им выставках.
Затем Лаудер вернулся в Эдинбург (в 1849 году), где оба его сына — Роберт Скотт Лаудер, будущий врач, и Джон Томсон Лаудер (1841-1865) — учились в Эдинбургской академии. Романы сэра Вальтера Скотта подсказали Лаудеру сюжеты для многих  исторических картин. Около 1860 года Лаудер тяжело заболел и навсегда потерял возможность рисовать. Он скончался в своём доме в Эдинбурге 21 апреля 1869 года.
Лаудер похоронен на кладбище Уорристоун в Эдинбурге, в одной могиле с братом, Джеймсом Экфордом.
Как преподаватель Эдинбургской художественной школы, Лаудер воспитал многих талантливых художников, среди которых Джон Петти и Уильям Орчардсон.

## Галерея
- Христос, проповедующий смирение.
- Художник Дэвид Робертс в восточном костюме, после возвращения из путешествия по Востоку.
- Портрет Давида Скотта.
- Брат художника, Генри Лаудер.
- Джон Гиббсон Локхарт (англ.) и Шарлотта София Скотт.
- Картина, навеянная сюжетом одного из романов Вальтера Скотта.